# Brian Cox (actor)
Sir Brian Denis Cox, CBE (Dundee, Escòcia, 1 de juny de 1946) és un actor escocès guanyador d'un premi Emmy. És conegut pel seu treball amb la Royal Shakespeare Company, on va aconseguir un gran reconeixement pel seu retrat de El Rei Lear.

## Primers anys
Cox va néixer a Dundee, el més jove de cinc fills. La seva mare, Mary Ann Guillerline (nascuda McCann), era una filadora que treballava en els molins de jute i va patir uns quants atacs de nervis durant la infantesa de Cox. El seu pare, Charles McArdle Campbell Cox, era un teixidor que va morir quan Cox tenia nou anys. Cox era posteriorment educat per una germana i una tia. Es va apuntar al Dundee Repertory Theatre a l'edat de catorze anys.

## Carrera
Es va formar a l'Acadèmia Londinenca de música i art dramàtic, que va deixar el 1965 quan va passar a la companyia del Liceu a Edimburg, seguits el 1966 dos anys amb el Birmingham Rep, on treballa com a Peer Gynt (1967) i com Orlando a As You Like It, amb el qual feia el seu debut de Londres el juny de 1967 al Vaudeville Theatre.
Va fer la seva primera aparició a la televisió com a extra en uns quants episodis de The Prisoner el 1967 abans d'acceptar un paper principal a The Year of the Sex Olympics el següent any. El 1978, interpretava el Rei Enric II d'Anglaterra en el serial dramàtic de la BBC2 The Devil's Crown, després del qual feia de protagonista en molts altres programes dramàtics. La seva primera aparició de cinema va ser com Lev Trotski a Nicholas And Alexandra el 1971.
Cox és un consumat actor de Shakespearea, fent temporades tant amb la Royal Shakespeare Company com amb el Royal National Theatre els anys 1980 i 1990. El seu treball amb la RSC incloïa una actuació aclamada per la crítica com el personatge del títol a Titus Andronicus, també interpretant Petruchio a The Taming of The Shrew. Cox feia de Burgundy davant de Laurence Olivier King Lear (1983). Més tard passava a interpretar el Rei Lear al National Theatre.
El 1986, durant la producció de Manhunter, mentre Cox estava interpretant Hannibal Lecter, Anthony Hopkins estava fent El Rei Lear al Teatre Nacional. Cinc anys més tard, durant la producció de El silenci dels anyells en el qual Hopkins tenia el paper de Lecter, Cox estava interpretant el Rei Lear al Teatre Nacional. A l'època, els dos actors compartien el mateix agent.
El 1991 va interpretar Owen Benjamin, el pare d'un gai, a la producció de la BBC "Screen 2" de la novel·la de David Leavitt, The Lost Language of Cranes.
Les seves aparicions més famoses inclouen Rob Roy, Braveheart (les dos el 1995), The Ring, X2, Troia i The Bourne Supremacy. Normalment fa papers de canalles, com William Stryker a X2, Agamèmnon a Troia, Pariah Dark en l'episodi de la sèrie de televisió Reign Storm, i un tortuós oficial de la CIA a les pel·lícules de Bourne i a Chain Reaction. Ha fet de tant en tant papers més compassius, com el pare d'Edward Norton a 25th Hour, un cap de policia paternal a  Super Troopers, i el pare de Rachel McAdams a Red Eye. També ha aparegut en el sitcom Frasier com el pare de Daphne Moon. Era també el protagonista de la pel·lícula The Escapist.
Cox va obtenir l'aclamació de la crítica per a la seva actuació a L.I.E. (2001), on interpretava un pedòfil que es preocupa per un noi a qui inicialment pretenia importunar. Va guanyar un Premi Emmy i va ser nominat per un Premi Globus d'Or aquell any per al seu retrat d'Hermann Göring en la minisèrie de televisió Nuremberg. També va fer un paper secundari com a Jack Langrishe en la sèrie de HBO Deadwood.

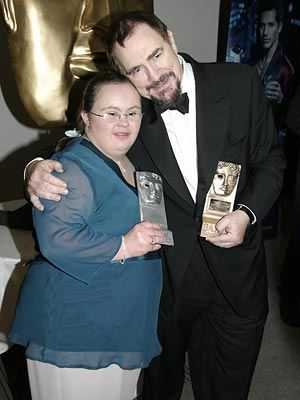
Cox amb Paula Sage rebent el seu premi BAFTA

El 2002, sortia a Adaptation: el lladre d'orquídies de Spike Jonze com el professor de guionistes, Robert Mckee, que dona consells a Nicolas Cage als seus dos papers, com Charlie Kaufman i el germà idèntic fictici de Charlie Donald. El 2004, Cox va interpretar el Rei Agamèmnon a Troia. Havia de fer de lleó Aslan a Les Cròniques de Nàrnia: el lleó, la bruixa i l'armari, però va ser canviat per Liam Neeson. Apareixia a un episodi de 2006 del programa d'automobilisme britànic Top Gear (com una "Estrella en un cotxe de preu raonable").
Cox també ha estat implicat en la indústria del videojoc. Entre la majoria dels seus papers importants, tenim Killzone (2004) i Killzone 2 (2009), en el qual jugava al cruel Scolar Visari, i com la veu de Lionel Starkweather, un director de snuff movies, a Manhunt.
El seu treball a la ràdio inclou la sèrie de la BBC McLevy (1999-2006), basat en la vida real del detectiu James Mclevy.
Cox va narrar una versió abreujada en audiollibre de la novel·la de Sir Walter Scott Ivanhoe, i un audiollibre íntegre de J. R. R. Tolkien El Silmaríl·lion. També ha col·laborat amb Harpercollins en un audiollibre del poema èpic de Tolkien  The Legend of Sigurd and Gudrun.
El 2008 Cox protagonitzava Vermell, basada en la novel·la de Jack Ketchum. La pel·lícula va ser dirigida per Lucky Mckee i també protagonitzada per Tom Sizemore, Amanda Plummer, i Angela Bettis. Cox també va interpretar un pres institucionalitzat a la pel·lícula de Rupert Wyatt, The Escapist, apareixent al costat de Joseph Fiennes, Dominic Cooper i Damian Lewis.
El desembre de 2009 junt amb Dougray Scott, Jason Priestley i Eddie Izzard Cox es presenta a la sèrie de TV  The Day Of The Triffids , escrita per Patrick Harbinson, els crèdits del qual inclouen ER i Law & Order. El drama es basa sobre el best seller postapocalíptic de John Wyndham The Day Of The Triffids.

## Vida personal
Cox és diabètic i ha treballat per promoure la investigació de diabetis en la seva ciutat natal de Dundee. Els productors de Super Troopers van descobrir el seu problema quan en una escena Cox havia de menjar una presa de xocolata blanca que s'assemblava a una pastilla de sabó. Cox ho mossegava pensant que ho sabien, i immediatament l'escopia després de tastar-lo. La producció es va aturar fins que es va trobar un substitut lliure de sucre.
Cox és un patró de l'Scottish Youth Theatre, el Teatre Nacional d'Escòcia 'de i per a' gent jove. L'edifici de Teatre de Joventut Escocès a Glasgow, el vell jutjat, va posar el seu nom al Centre d'Estudis en el seu honor.
És també un patró de "The Space", una facilitat d'entrenament per actors i ballarins en el seu nadiu Dundee, i un "ambaixador" per a l'Screen Academy Scotland (Acadèmia del cinema d'Escòcia).
El juliol de 2008, a Cox se li atorgava un Doctorat Honorífic a la Universitat de Napier, a Edimburg.
El seu fill, Alan Cox, és també un actor, més conegut pel seu paper en Young Sherlock Holmes. També va fer de John Mortimer jove al telefilm A Voyage Round My Father (1982) davant Laurence Olivier.
El 2007 Cox feia campanya pel Scottish New Labour en les eleccions al parlament escocès.
Se l'ha proposat últimament per rector de la futura Universitat de Dundee.

## Filmografia
| Any  | Pel·lícula                                                | Paper                       | Notes |
| ---- | --------------------------------------------------------- | --------------------------- | --- |
| 1971 | Nicholas and Alexandra                                    | Trotski                     | |
| 1975 | In Celebration                                            | Steven Shaw                 | |
| 1983 | King Lear                                                 | Burgundy                    | (telefilm) |
| 1986 | Manhunter                                                 | Dr. Hannibal Lecktor        | |
| 1990 | Hidden Agenda                                             | Kerrigan                    | |
| 1991 | The Lost Language of Cranes                               | Owen Benjamin               | (telefilm) |
| 1993 | Inspector Morse                                           | Michael Steppings           | (telefilm) |
| 1993 | Sharpe: Sharpe's Rifles                                   | Major Hogan                 | (telefilm) |
| 1993 | Sharpe's Eagle                                            | Michael Hogan               | (telefilm) |
| 1994 | Iron Will                                                 | Angus McTeague              | |
| 1994 | Prince of Jutland                                         | Aethelwine                  | |
| 1995 | Rob Roy                                                   | Killearn                    | |
| 1995 | Braveheart                                                | Argyle Wallace              | |
| 1996 | Chain Reaction                                            | Lyman Earl Collier          | |
| 1996 | Glimmer man (The Glimmer Man)                             | Mr. Smith                   | |
| 1996 | Memòria letal (The Long Kiss Goodnight)                   | Dr. Nathan Waldman          | |
| 1997 | Kiss the Girls                                            | Chief Hatfield, Durham P.D. | |
| 1997 | The Boxer                                                 | Joe Hamill                  | |
| 1998 | Mesures desesperades (Desperate Measures)                 | Capità Jeremiah Cassidy     | |
| 1998 | Rushmore                                                  | Dr. Nelson Guggenheim       | |
| 1999 | The Minus Man                                             | Doug Durwin                 | |
| 1999 | El corruptor (The Corruptor)                              | Sean Wallace                | |
| 1999 | For Love of the Game                                      | Gary Wheeler                | |
| 2000 | Longitude                                                 | Lord Morton                 | (telefilm) |
| 2000 | Complicity                                                | Inspector McDunn            | |
| 2000 | Mad About Mambo                                           | Sidney McLoughlin           | |
| 2000 | Nuremberg                                                 | Hermann Göring              | (telefilm) Premi Emmy al millor actor secundari - Minisèries o telefilms Nominada – Globus d'Or al millor actor - Minisèries o telefilms |
| 2000 | A Shot at Glory                                           | Martin Smith                | |
| 2001 | Super Troopers                                            | Capità John O'Hagen         | |
| 2001 | L.I.E.                                                    | Big John Harrigan           | |
| 2001 | Strictly Sinatra                                          | Chisolm                     | |
| 2001 | El misteri del collaret (The Affair of the Necklace)      | Minister Breteuil           | |
| 2002 | Bug                                                       | Cyr                         | |
| 2002 | The Rookie                                                | Jim Morris Sr.              | |
| 2002 | The Bourne Identity                                       | Ward Abbott                 | |
| 2002 | The Ring                                                  | Richard Morgan              | |
| 2002 | Adaptation:El lladre d'orquídies (Adaptation)             | Robert McKee                | |
| 2002 | 25th Hour                                                 | James Brogan                | |
| 2002 | The Trials of Henry Kissinger                             | Narrador                    | |
| 2003 | X2                                                        | William Stryker             | |
| 2003 | Manhunt                                                   | The Director (veu)          | (Vídeojoc) |
| 2003 | The Reckoning                                             | Tobias                      | |
| 2003 | El color de la venjança (Sin)                             | el capità Oakes             | |
| 2004 | Killzone                                                  | Scolar Visari (veu)         | (Videojoc) |
| 2004 | Troia (Troy)                                              | Agamemnon                   | |
| 2004 | The Bourne Supremacy                                      | Ward Abbott                 | |
| 2005 | Blue/Orange                                               | Dr. Robert Smith            | (telefilm) |
| 2005 | Match Point                                               | Alec Hewett                 | |
| 2005 | El farsant (The Ringer)                                   | Gary Barker                 | |
| 2005 | Red Eye                                                   | Joe Reisert                 | |
| 2006 | The Flying Scotsman                                       | Douglas Baxter              | |
| 2006 | Deadwood                                                  | Jack Langrishe              | (sèrie TV) |
| 2006 | Retalls de la meva vida (Running with Scissors)           | Dr. Finch                   | |
| 2007 | Zodiac                                                    | Melvin Belli                | |
| 2007 | Battle for Terra                                          | General Hemmer (veu)        | 2007/2009 |
| 2007 | El meu monstre i jo (The Water Horse: Legend of the Deep) | Old Angus                   | |
| 2008 | Red                                                       | Avery Ludlow                | |
| 2008 | The Escapist                                              | Frank Perry                 | |
| 2008 | The Colour of Magic                                       | Narrator (veu)              | (telefilm) |
| 2008 | Agent Crush                                               | Spanners (veu)              | |
| 2008 | Shoot on Sight                                            | Daniel Tennant              | |
| 2009 | Killzone 2                                                | Scolar Visari (veu)         | (videojoc) |
| 2009 | Scooby-Doo and the Samurai Sword                          | Green Dragon (veu)          | |
| 2009 | Kings                                                     | King Vesper Abedon          | (sèrie TV) |
| 2009 | Trick 'r Treat                                            | Mr. Kreeg                   | |
| 2009 | The Take                                                  | Ozzy                        | (sèrie TV) |
| 2009 | Tell-Tale                                                 | Van Doren                   | |
| 2009 | Fantastic Mr. Fox                                         | Boggis (veu)                | |
| 2009 | The Day of the Triffids                                   | Dennis Masen                | (sèrie de TV) |
| 2010 | Doctor Who                                                | Ood Elder (veu)             | (sèrie de TV) |
| 2010 | Ironclad                                                  | Albany                      | |
| 2010 | Red                                                       | Ivan Simanov                | |
| 2012 | En campanya tot s'hi val (The Campaign)                   | Raymond Huggins             | |